# Филиал Пловдив (ТУС)
Филиалът е изнесено звено на Технически Университет в София на територията на град Пловдив.

## История
През 1984 г. в Пловдив е създаден Висшия учебно-производствен център (ВУПЦ) по машиностроене, електроника и автоматика, за обучение на дипломанти от Висш машинно-електротехнически институт (или ВМЕИ) – София, разпределени на практика в Пловдивско. През следващата година центърът прераства във Факултет за специална подготовка – ФСП на ВМЕИ – София за подготовка на цивилни инженери за военната промишленост в България.
Създаването на Филиал на Техническия университет в Пловдив става с постановление на Министерския съвет номер 31 от 13 юни 1986 г. В постанолвението е записано, че „Филиалът на ВМЕИ – София в гр. Пловдив има три факултета: 1. Факултет за специална подготовка (ФСП); 2. Факултет по машиностроене и уредостроене (ФМУ); 3. Факултет по електроника и автоматика (ФЕА)". Първият ръководител е доцент д-р Георги Стоилов, чието име днес носи аулата на ректората. Първият прием на студенти-първокурсници в Техническия университет – филиал Пловдив е за учебната 1987/1988 г., а дотогава са били обучавани студенти от трети курс.
С разпореждане на Министерския съвет номер 30 от 13 юни 1990 г. филиалът става самостоятелно юридическо лице. През 2001 г. Факултетът за специална подготовка е закрит.

## Структура на Филиала
В учебната си структура Филиалът на Техническия университет – София в Пловдив включва следните факултети, катедри и центрове:
- Факултет по електроника и автоматика
  - Компютърни системи и технологии
  - Електроника
  - Системи за управление
  - Електротехника
  - Оптоелектронна и лазерна техника
  - Физическо възпитание и спорт
- Факултет по машиностроене и уредостроене
  - Машиностроителна техника и технологии
  - Машиностроене и уредостроене
  - Транспортна и авиационна техника и технологии
  - Механика
  - Индустриален мениджмънт
  - Математика, физика, химия

От 2005 г. на оперативно ръководство от Филиала е бил Техническият колеж „Джон Атанасов“ в Пловдив до неговото закриване през 2010 г.

## Учебна база
Филиалът разполага с 4 корпуса, в които се помещават учебните зали и лаборатории, оборудвани със съвременна апаратура, техника и технологии. Базата на филиала включва:
- Първи, Втори учебен корпус и Студентско общежитие – бул. „Санкт Петербург“ 63
- Трети учебен корпус – ул. „Цанко Дюстабанов“ 8
- Ректорат и Четвърти учебен корпус – ул. „Цанко Дюстабанов“ 25

Сградата на трети корпус е построена през 1899 г. по проект на архитект Георги Фингов съвместно с Вълко Вълкович за нуждите на френския девически колеж „Свети Йосиф“. Преди предоставянето ѝ на филиала, тя е използвана за учебен корпус от теоретичните катедри на Медицинския институт в Пловдив. Базата, включваща комплекс от първи, втори корпус и общежитие, е предоставена на филиала през 1990 г. Преди това е използвана от закритата Академия за обществени науки и социално управление - АОНСУ в Пловдив. Ректоратът и четвърти учебен корпус са строени по-етапно между 1995 г. и 2002 г. по проект на архитект Иван Василев и архитект Роберт Чакъров върху терен на тютюневи складове, съборени през 1986 г.
Сградата на общежитието на студентите е 14-етажна и разполага със 199 стаи. Капацитетът му е 386 души, разположени в единични и двойни стаи със собствен санитарен възел. Във всяка стая има безплатен мрежов интернет, но няма безжичен. Между общежитието и втори учебен корпус е разположен студентски стол.
Филиалът има богата библиотека с учебна и специализирана техническа литература с над 100 000 тома и издателско-полиграфическо звено.

## Директори
- доц. Георги Стоилов (1984-1992)
- проф. Людмил Генов (1992-1999)
- доц. Димитър Кацов (1999-2007)
- доц. Димитър Алексиев (2007) ВрИД Директор
- доц. Костадин Илиев (2007-2011)
- проф. Михаил Петров (2011-2015)
- проф. Въльо Николов (2015-2023)
- доц. Никола Шакев (2023-)

## Други учени и преподаватели, работили във филиала
- доц. д-р Ангел Попов - специалист в областта на „Импулсна схемотехника“
- проф. Георги Цветков - преподавател по „Индустриален мениджмънт“
- проф. Владимир Лазаров - преподавател по „Архитектура на компютърни системи“
- проф. Людмил Даковски - преподавател по „Изкуствен интелект“

## Успехи
- Студенти от специалност „Компютърни системи и технологии“ на филиала се класират на финалите на Mеждународното състезание по проектиране на компютърна система (Computer Society International Design Competition – CSIDC) във Вашингтон, организирано от IEEE Computer Society през 2000 г.[4] Популяризирането на идеите на състезанието в България се дължи на проф. дтн. Стойчо Стойчев – председател на българската секция на IEEE Computer Society по това време.